# Arcade Volleyball
Arcade Volleyball est un jeu vidéo de sport, développé par  Rhett Anderson pour Commodore 64 en 1988. Simulation de volley-ball minimaliste, le jeu est publié sous la forme d'un programme à saisir soi-même (en) dans l'édition de juin 1988 du magazine américain Compute!'s Gazette (en). Il est porté par la suite sur Amiga et MS-DOS par différents programmeurs ; Rhett Anderson le place ultérieurement dans le domaine public.

## Système de jeu
Le jeu met en scène des équipes d'un ou deux joueurs (selon la plateforme) ayant une forme sphérique munie de pieds, qui tape dans la balle avec leur tête. Le terrain est vu en perspective latérale, en deux dimensions, et le ballon peut rebondir sur les murs et le plafond sans pénalité. Les points suivent les règles du volley-ball : seule l'équipe qui sert marque des points, et une partie gagnante se joue en 15 points. La même tête peut frapper la balle jusqu'à trois fois successivement.

## Publication
Arcade Volleyball est publié sous la forme d'un listing hexadécimal pour MLX (en) à à saisir soi-même (en) dans l'édition de juin 1988 de Compute!'s Gazette (en), un magazine américain dédié aux ordinateurs de Commodore International. L'article est écrit par Rhett Anderson et David Hensley, Jr., qui avaient déjà publié un jeu similaire nommé Basketball Sam & Ed dans l'édition de juillet 1987.
Le jeu met en scène deux têtes par équipe. Chaque joueur contrôle une équipe, dont les deux membres bougent et sautent collectivement. Le premier joueur à atteindre 15 points remporte la manche ; le programme demande alors si les joueurs veulent lancer une nouvelle partie.
Par défaut, le jeu se joue entre deux utilisateurs humains, mais il est possible de modifier la mémoire de l'ordinateur pour jouer contre l'ordinateur. Les auteurs qualifient ce mode de jeu d'entraînement, sans difficulté véritable.

## Portages
La version Amiga d'Arcade Volleyball est écrite par Rhett Anderson et Randy Thompson. Elle est incluse sous la forme d'un programme exécutable, avec son code source, sur la disquette fournie avec l'édition d'automne 1989 de Compute!'s Amiga Resource (une version analogue à Compute!'s Gazette, mais destinée au marché de l'Amiga). Cette version diffère de l'original en n'ayant qu'un seul joueur par équipe (une tête verte opposée à une tête rouge). Un joueur a désormais besoin d'une marge de deux points pour remporter la partie. Le ballon ne peut plus passer sous le filet et un mode à un joueur, contre l'ordinateur, est disponible de façon standard.
La version MS-DOS est vendue dans Compute!'s Best PC Games, une compilation de 9 jeux pour compatibles PC. Écrite en Turbo C, elle possède le même système de jeu que la version Amiga, mais n'utilise que les quatre couleurs du mode CGA et le son du haut-parleur.